# Kotys (bogini)

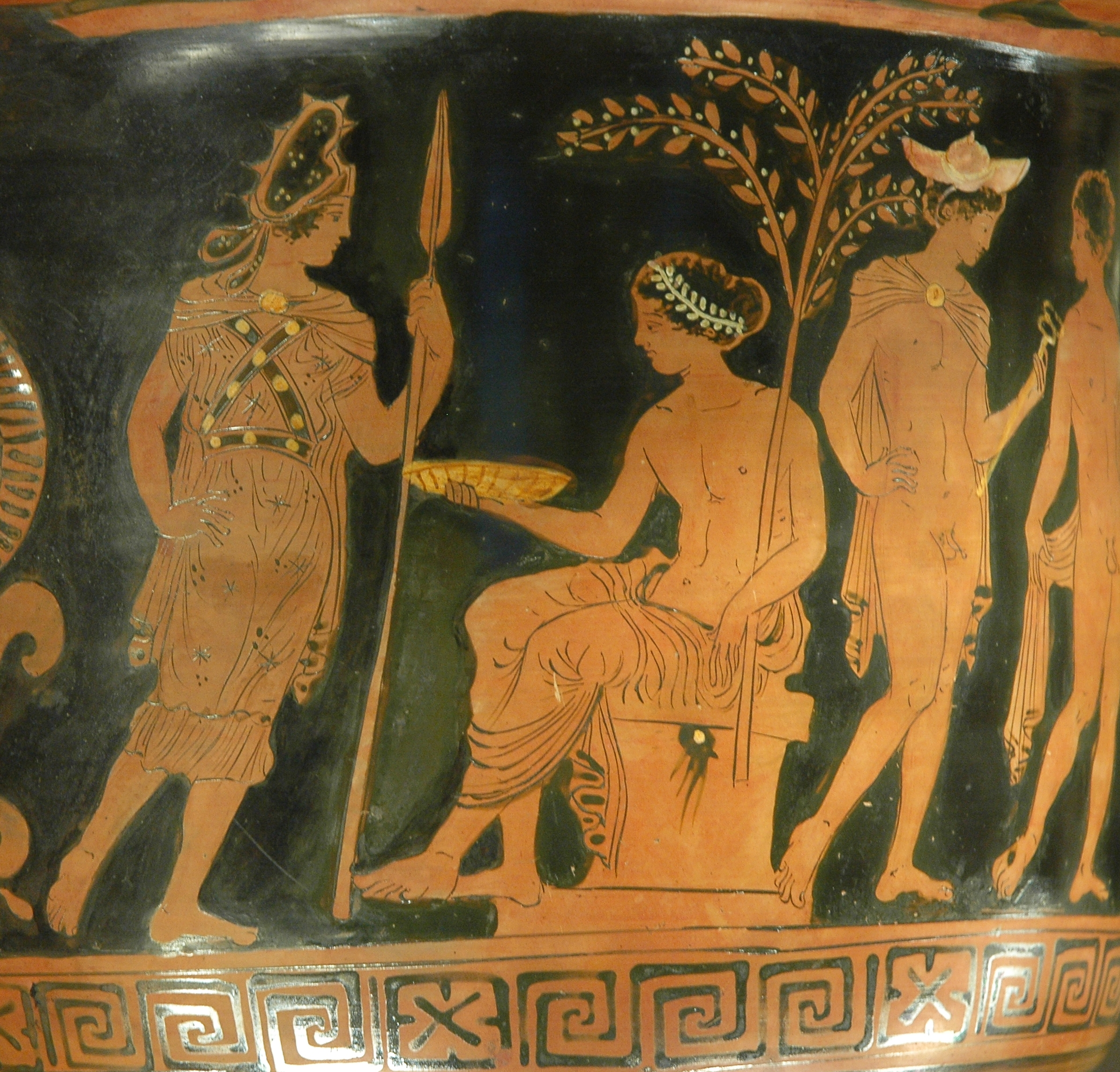
Grecka waza - stoi z włócznią Bendis lub Kotys

Kotys, Kottyto – w mitologii trackiej bogini ziemi. 
Obrzędy kultu Kotys miały charakter orgiastyczny i były celebrowane na wzgórzach, nocą. Obrzędy te nosiły nazwę Kotyttia (Cotyttia). Jak podaje Strabon, uroczystości obrzędowe obejmowały grę na flecie i cymbałach, rytualne okrzyki, dźwięki bębnów oraz tańce. 
Jej kult rozprzestrzenił się poza Trację, do Grecjii i Italii. 
Być może żona Sabazjosa; w tej roli wspominana wymiennie z Bendis. Podobnie jak Bendis, przedstawiana jako bogini-łowczyni.  